# 和と洋
『和と洋』（わとよう）は、AIの11作目のスタジオ・アルバム。2017年6月7日にユニバーサルミュージックから発売された。日本語詞の曲を集めた“和-DISC”と、英語詞の曲を集めた“洋-DISC”のCD2枚組の構成となっている。同年10月25日にはその後に発表されたタイアップ曲や未発表新録曲などのボーナストラックをプラスした豪華盤『和と洋と。DELUXE EDITION』（わとようと デラックスエディション）もリリースされた。

## 解説
AIが母となって初めて発表する4年ぶりのオリジナル・アルバム。タイトルの通り、ロサンゼルス生まれ・鹿児島育ちのバイリンガルという日米にルーツを持つ自身の生い立ち・バックボーンである“和”と“洋”の両極をテーマに掲げた和洋折衷というコンセプトの本作は、様々なジャンルの音楽を自由に表現し、国境やシーンなどの垣根を越えてオーバーグラウンドでもアンダーグラウンドでも活躍するAIの感じるがままに自由に作品を生み出そうとする姿を映し出したアルバム。
参加アーティストには、日本からは佐渡島を拠点に、世界で⾼い評価を得ている太⿎芸能集団・鼓童、東北を活動拠点に多方面で活動している姫神/星吉紀、ネットラップとストリートを繋ぎ、ファッションからネットスラングまでジャパニーズカルチャーをリリックに落とし込んで世界に発信するラッパーJinmenusagi、海外からはグラミー賞シンガーのクリス・ブラウン、レゲエ界のキーパーソンであるジュニア・リード、ジャスティン・ビーバー feat.ドレイクの「Right Here」を手がけたエリック・ベリンジャーの名前がクレジットされている。
「世界の人には『和』の良さを、日本の人には『洋』の良さをそれぞれ伝えたい」というコンセプトのもと、前者では鼓童の力強い演奏を取り込んだり、AI自身「日本のゴスペルのイメージ」と敬愛してやまない姫神の楽曲をサンプリングしたりして、和楽器や日本の伝統音楽と自身が得意とするR&Bやヒップホップとの融合を試みている。また日本古来の音だけではなく、現代の日本のゲームやアニメをイメージした電子音などの要素も取り入れている。一方、後者ではJポップから距離を置き、完全に洋楽を意識した本場米国のブラックミュージック（特に1990年代から2000年代初頭の時代のR&B）全開のサウンドを展開している。
日本語歌唱の和-DISCにはテレビ朝日系木曜ドラマ「緊急取調室シーズン2」の主題歌「最後は必ず正義が勝つ」や、ファッションブランド「GLOBAL WORK」のテレビCMソング「FEEL IT」など全10曲が収められ、英語歌唱の洋-DISCにはクリス・ブラウンをフィーチャーした「Right Now. Chris Brown」など7曲が収録されている。豪華盤『和と洋と。DELUXE EDITION』にはそれに加え、AIと渡辺直美のデュエット曲「キラキラ feat.カンナ」（TBS系火曜ドラマ「カンナさーん!」主題歌）や映画「パディントン2」の日本版主題歌「Little Hero」などのタイアップ曲や新録曲など、7曲のボーナストラックが収録される。
アルバムのアートワークなど、ビジュアルのトータル・プロデュースを手掛けたのはイギリス在住のアートディレクター、ケイト・モロス。
リード曲の「最後は必ず正義が勝つ」と渡辺直美とのデュエット曲「キラキラ feat. カンナ」にはケイト・モロスが手掛けたミュージック・ビデオが制作された。「最後は必ず正義が勝つ」はケイト・モロスが“海外から見た日本”をテーマに日本の文化の一つである「ゲーム」をモチーフとして取り入れ、日本人クリエーター・ten_do_ten（テン・ドゥ・テン）を起用した8ビットビジュアルを用いたアニメーション仕立ての映像となっている。また、サウンドでもゲーム音楽のテイストを意識的に取り込みながらも和太鼓をはじめとした和のサウンドを加えることで、AIならではのボーダーレスなサウンドに仕上がっている。ドラマ「カンナさーん!」主題歌の「キラキラ feat. カンナ」は全編グラフィックを使用し、AIとドラマの主人公・カンナ役の渡辺直美が自由に歌い踊る様子が収められている。またライブツアー「AI TOUR『和と洋』」スタートに合わせ、クリエーターチームのHAVIT ART STUDIOが手掛けたアルバム収録曲「WHAT I WANT」「Right Now」「Sweet Nothing's」をつなぎ合わせたミュージック・ビデオもYouTubeで公開された。
初回プレス分にはAIの衣装の約2cm四方の切れ端が封入された。

## 収録曲

### 和-Disc
- 全曲作詞：AI(特記以外)
- 全曲作曲：作曲：AI, UTA(特記以外)

1. WA Interlude feat. 鼓童, Jinmenusagi(2:46)
作詞：AI, Jinmenusagi/作曲：AI, UTA
2. Wonderful World feat. 姫神(3:56)
作詞：AI, 星吉昭/作曲：AI, UTA, 星吉昭
3. From Zero(4:24)
4. 最後は必ず正義が勝つ(4:07)
テレビ朝日系木曜ドラマ『緊急取調室シーズン2』主題歌
5. FEEL IT(3:12)
GLOBAL WORK（グローバルワーク） TV CMソング
6. I Can Pretend(4:01)
作曲：AI, Julian Le
7. グイグイ(3:03)
ナンワエナジー新ブランドCMソング
作曲：AI, UTA, Julian Le
8. HOME(4:01)
9. IT'S GONNA BE ALRIGHT(4:35)
「END ALS」キャンペーンソング
NHK EテレハートネットTV「ブレイクスルー」テーマ曲
1番歌詞は英語詞だが、2番歌詞は日本語詞の構成となっている。
10. Music Is My Life(6:07)
作曲：AI, Gakushi
11. HEIWA -bonus track-(3:55)
DELUXE EDITION盤のみの収録。
作詞：AI, Victoria Emily Hogan Marshall, Matthew "Damario" Quinney, Carlos "Los" Jenkins
作曲：Uche Ben Ebele, Obi Fred Ebele, Matthew "Damario" Quinney
映画『コウノトリ大作戦!』日本語吹替版主題歌
12. ミラクル -bonus track-(3:48)
DELUXE EDITION盤のみの収録。
関西テレビ（カンテレ）・フジテレビ系「火曜21時ドラマ『メディカルチーム レディ・ダ・ヴィンチの診断』主題歌
13. I'm The Champion -bonus track-(4:08)
DELUXE EDITION盤のみの収録。
「東レ パン・パシフィック・オープン・テニストーナメント」大会公式テーマソング
WOWOW「LPGA女子ゴルフツアー2017」テーマソング
14. Run To The Sun -bonus track-(3:38)
DELUXE EDITION盤のみの収録。
「ホノルルハーフマラソン・ハパルア2017」オフィシャルテーマソング
15. キラキラ feat.カンナ -bonus track-(3:41)
DELUXE EDITION盤のみの収録。
TBS系火曜ドラマ「カンナさーん!」主題歌
16. ハッピークリスマス -bonus track-(5:23)
DELUXE EDITION盤のみの収録。
イオン Hello! New CHRISTMAS テーマソング

### 洋-Disc
1. YO Interlude(2:00)
作詞：AI/作曲：AI, Gakushi
2. Welcome To My City feat.Junior Reid,Eric Bellinger(3:23)
作詞：AI, Tyrone Wright, Junior Reid, Victoria Kimani, Issa, Eric Bellinger/作曲：AI
3. Right Now feat.Chris Brown(2:58)
作詞：Donameche Jackson, Derrick D.Beck, AI, Chris Brown, Arin Ray, Vincent Berry, Joshua Berry
4. WHAT I WANT feat. Jinmenusagi(3:01)
作詞：B Slade, Ty Steez, Vakseen, AI, Jinmenusagi/作曲：B Slade, Ty Steez
5. Sweet Nothing's(4:03)
作詞：Alex Geringas, Samantha Nelson/作曲：Alex Geringas, Samantha Nelson
6. The One You Need(4:15)
作詞：Tyrone Wright, Latisha Hyman, AI/作曲：Tyrone Wright, Latisha Hyman, AI
7. CRAZY LOVE(4:15)
作詞：David Claxton, Victoria Kimanni, AI/作曲：David Claxton, Victoria Kimanni, AI
8. Little Hero -bonus track-(3:47)
作詞：AI, Lynne Hobday/作曲：AI, UTA
DELUXE EDITION盤のみの収録。
映画『パディントン2』日本語版主題歌